# Académica (Brava)
Académica is een Kaapverdische voetbalclub uit Vila Nova Sintra. De club speelt in de Brava Island League, waarvan de kampioen deelneemt aan het Kaapverdisch voetbalkampioenschap, de eindronde om de landstitel.

## Erelijst
Voetbalkampioenschap van Brava (Eiland Divisie)
2001/02, 2011/12